# Єрмоклія
Єрмоклія (рум. Ermoclia) — село в Молдові в Штефан-Водському районі. Утворює окрему комуну.

### Національність
Розподіл населення за національністю за даними перепису 2004 року:
| Національність   | Відсоток |
| ---------------- | -------- |
| молдовани/румуни | 99,03%   |
| росіяни          | 0,45%    |
| українці         | 0,38%    |
| гагаузи          | 0,02%    |
| інші             | 0,05%    |